# Geraldton (Greenstone Regional) Airport
Geraldton (Greenstone Regional) Airport är en flygplats i Kanada.   Den ligger i Thunder Bay District och provinsen Ontario, i den sydöstra delen av landet, 900 km nordväst om huvudstaden Ottawa. Geraldton (Greenstone Regional) Airport ligger 348 meter över havet.